# Tischgebet

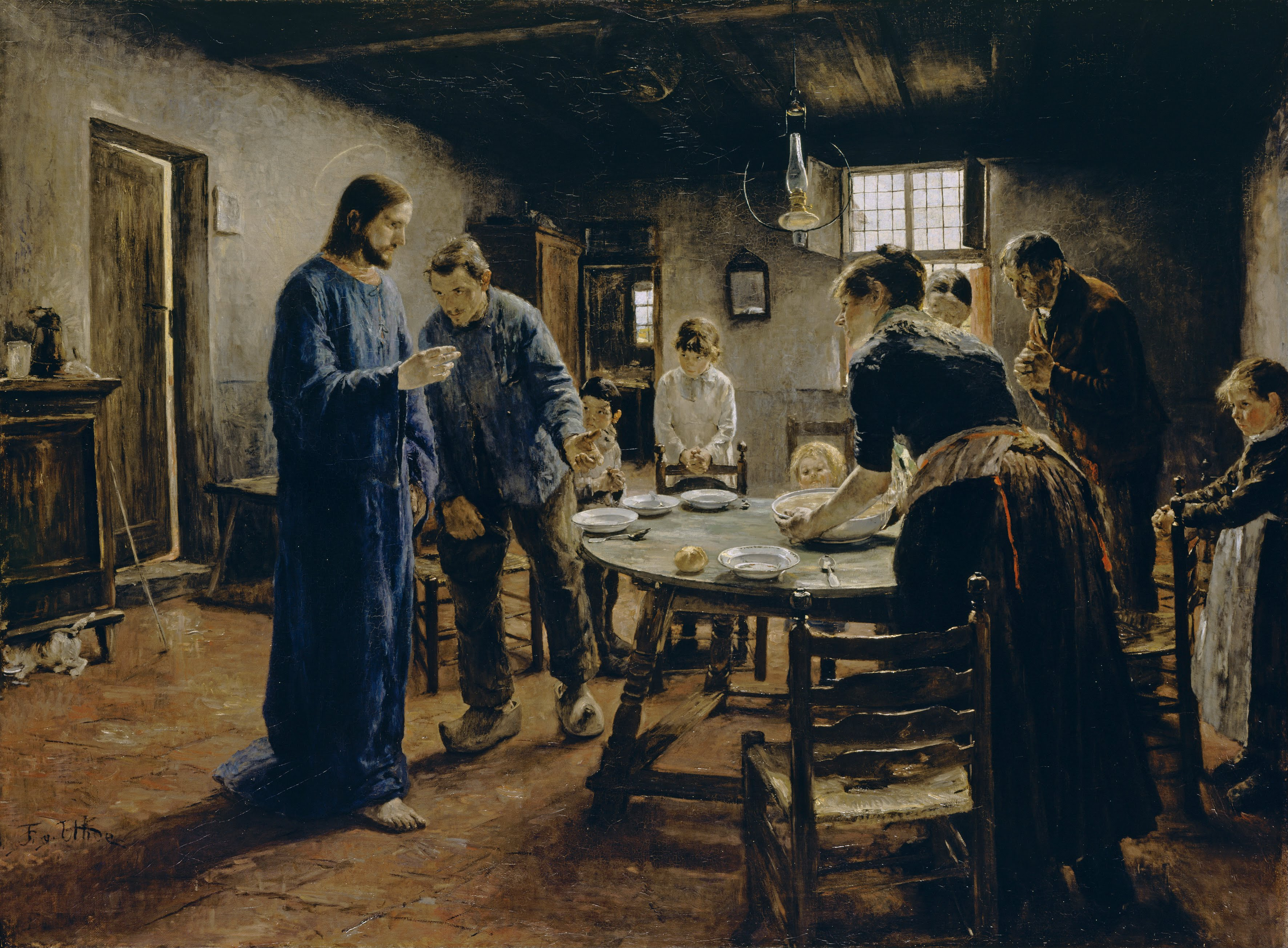
Das Tischgebet, Gemälde von Fritz von Uhde, 1885

Das Tischgebet ist ein Segen über die Speisen sowie ein Dankgebet zu Gott, das zu Beginn und zuweilen auch noch einmal nach Beendigung einer Mahlzeit gesprochen oder gesungen wird.

## Judentum
Das Tischgebet im Judentum heißt Birkat Hamason. Es wird nach dem Essen gesprochen und wird auf das 5. Buch Mose zurückgeführt: „…wenn du dort isst und satt wirst und den Herrn, deinen Gott, für das prächtige Land, das er dir gegeben hat, preist…“ (Dtn 8,10 ). Es besteht im Wesentlichen aus vier Segenssprüchen, in denen Gott gedankt und um Erlösung des Volkes Israel gebeten wird.

## Christentum

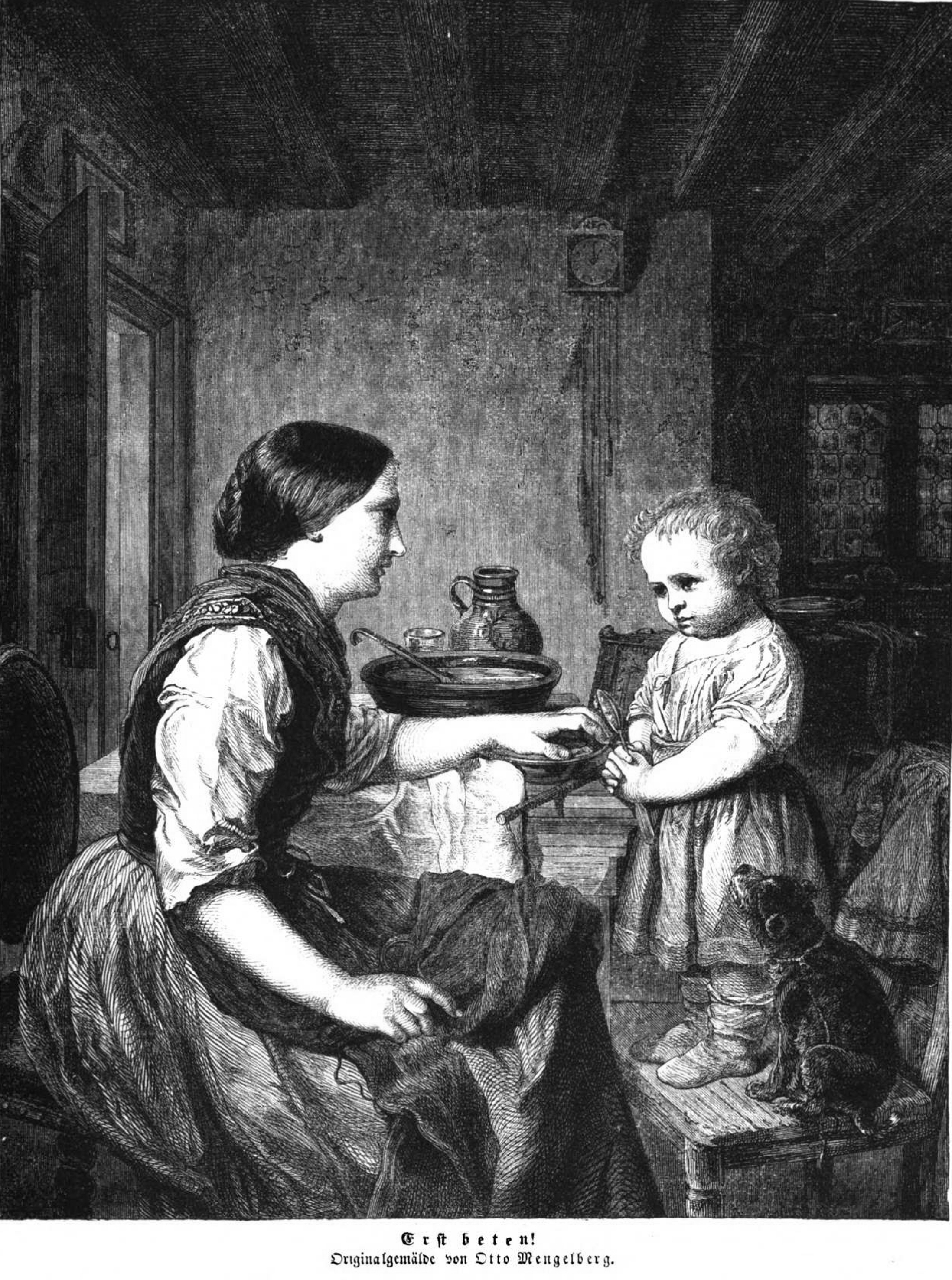
Erst beten! – Illustration in der Zeitschrift Die Gartenlaube (1860) nach einem Gemälde von Otto Mengelberg

### Ursprung und Bedeutung
Das christliche Tischgebet hat seine Wurzeln in den Bracha des Judentums: Gepriesen bist du, Herr unser Gott, Schöpfer der Welt. Du schenkst uns das Brot, die Frucht der Erde und der menschlichen Arbeit.
Die beiden Aspekte Dank und Segen sind darin eins. Das hebräische Barúch kann, wie das griechische eulogetós und das lateinische benedictus sowohl als Lobpreis als auch als Segen über Geschöpfe und Geschaffenes bezogen werden. Die Preisung Gottes über den Gaben segnet zugleich diese zu heil- und nutzbringendem Gebrauch. Denn alles, was Gott geschaffen hat, ist gut, und nichts ist verwerflich, was mit Danksagung empfangen wird; denn es wird geheiligt durch das Wort Gottes und Gebet. (1 Tim 4,4–5 ).

### Gebete
Das Tischgebet in größerer Gemeinschaft besteht in der Regel aus Psalmworten (v. a. Ps 104,27ff  oder Ps 145,14–16 ) und dem Gloria Patri, dazu können geprägte oder auch freie Gebete treten. Katholiken beginnen und enden mit dem Kreuzzeichen.
Zu den bekannten christlichen Tischgebeten gehören:
- Segne, Vater, diese Speise,

uns zur Kraft und dir zum Preise.
- Komm, Herr Jesus, sei unser Gast

und segne, was du uns bescheret hast.
- Alle guten Gaben,

alles was wir haben,

kommt, o Gott, von dir;

wir danken dir dafür.
- O Gott, von dem wir alles haben,

wir preisen dich für deine Gaben.

Du speisest uns, weil du uns liebst;

o segne auch, was du uns gibst.
Der lutherische Kleine Katechismus führt das folgende Gebet an:
- Aller Augen warten auf dich, Herr, und du gibst ihnen ihre Speise zu seiner Zeit. Du tust deine milde Hand auf und sättigst alles, was lebt, mit Wohlgefallen. Vater unser … Herr Gott, himmlischer Vater, segne uns und diese deine Gaben, die wir von deiner milden Güte zu uns nehmen, durch Jesum Christum, unsern Herrn. Amen.[2]

Daneben existieren auch Dankgebete, die nach dem Essen gesprochen werden:
- Dir sei, o Gott, für Speis und Trank,  für alles Gute Lob und Dank. Du gabst, du willst auch künftig geben.   Dich preise unser ganzes Leben. Amen.[3]
- Wir danken dir, Herr Jesu Christ,   dass du unser Gast gewesen bist.  Bleib du bei uns, so hat's nicht Not,   du bist das rechte Lebensbrot.[4]
- Wir danken dir, allmächtiger Gott, für alle deine Wohltaten, der du lebst und herrschest in Ewigkeit. Amen.

## Islam
In der islamischen Tradition wird ein Tischgebet in Form eines duʿā' am Anfang und am Ende der Mahlzeit gesprochen. Am Anfang sagt man: „Bismillah“ („Im Namen Gottes“) oder auch: „Allahumma bark lana fi ma razqtana wa kina athaban nari, bismillah.“ („O Gott, segne uns, unseren Unterhalt, den Du uns gegeben hast, und schütze uns vor dem Feuer, im Namen Gottes“). Am Ende der Mahlzeit sagt man: „Al-hamdulillah“ („Gepriesen sei Gott“).